# 標式遺跡
標式遺跡（ひょうしきいせき、type site）あるいは標準遺跡（ひょうじゅんいせき、standard site）は、考古学上の遺構、遺物またはその一連となる関連性の集合として定義される特定の型式、形式、様式、あるいは年代、文化期、文化層の命名、簡単に言えば時期区分名命名の契機を与えた遺跡、あるいはその基準となる遺構、遺物が検出された遺跡自身のことをいう。

## 概要
しばしば、長い時代にわたって営まれた遺跡が基準とされ、標式遺跡になることがある。標式遺跡は、普通、学史上の重要な遺跡になるので、時間がたつにつれ、研究が深化すると、その型式などの命名にふさわしくないことが後に判明しても混乱を避けるため変えないことが多い。
例えば、日本の関東地方の縄文時代については、土器の文様の変化が型式、時期区分名を決める基準になる。羽状縄文と呼ばれる前期の土器は、埼玉県蓮田市の関山貝塚から関山式、黒浜貝塚が黒浜式と命名の基準となった。東北地方では、仙台市の隣にある七ヶ浜町の大木囲貝塚が長い年代によって営まれたことから幾層にもわたる土器群の大木1～10式の型式名のもととなり、東北地方北部の縄文晩期を象徴する亀ヶ岡文化の標式遺跡は、岩手県大船渡市の大洞貝塚である。

## 日本の著名な標式遺跡の例

### 関東地方の縄文時代の標式遺跡

#### 草創期
- 橋立岩陰遺跡（埼玉県秩父市）→橋立I式、橋立II式
- 夏島貝塚（神奈川県横須賀市）→夏島式
- 井草遺跡（東京都杉並区）→井草式

#### 早期
- 子母口貝塚（川崎市高津区）→子母口式
- 鵜ヶ島台遺跡（神奈川県三浦市）→鵜ヶ島台
- 茅山貝塚（横須賀市）→茅山下層式、茅山上層式

#### 前期
- 花積貝塚（埼玉県春日部市）→花積下層式
- 関山貝塚（埼玉県蓮田市）→関山式
- 黒浜貝塚（埼玉県蓮田市）→黒浜式
- 諸磯貝塚（三浦市）→諸磯式

#### 中期
- 五領ヶ台貝塚（神奈川県平塚市）→五領ヶ台式
- 阿玉台貝塚（千葉県香取市）→阿玉台式
- 勝坂遺跡（神奈川県相模原市）→勝坂式
- 加曾利貝塚（千葉県千葉市）→加曾利E式

#### 後期
- 称名寺貝塚（横浜市金沢区）→称名寺式
- 堀之内貝塚（千葉県市川市）→堀之内式
- 加曾利貝塚（千葉市）→加曾利B式
- 曽谷遺跡（千葉県市川市）→曽谷式
- 高井東遺跡（埼玉県桶川市）→高井東式

#### 晩期
- 安行猿貝貝塚（埼玉県川口市）→安行式
- 真福寺貝塚（埼玉県さいたま市岩槻区）→真福寺式（安行3C式）
- 荒海遺跡（千葉県成田市）→荒海式
- 山武姥山貝塚（千葉県山武郡横芝光町）→姥山Ⅱ式・姥山Ⅲ式

### 関東地方の弥生時代の標式遺跡
- 須和田遺跡（千葉県市川市）→須和田式＝弥生中期
- 宮ノ台遺跡（千葉県茂原市）→宮ノ台式＝弥生中期後半
- 弥生町遺跡（東京都文京区）→弥生町式＝弥生後期後半
- 前野町遺跡（板橋区）→前野町式＝弥生時代終末期、古墳時代初頭

### 関東地方の古墳時代以降のかつての標式遺跡
- 五領遺跡（埼玉県東松山市）→五領式＝古墳時代前期
- 和泉遺跡（東京都狛江市）→和泉式＝古墳時代中期
- 鬼高遺跡（市川市）→鬼高式＝古墳時代後期
- 真間遺跡（市川市）→真間式＝飛鳥、奈良時代
- 国分遺跡（市川市）→国分式＝奈良時代、平安時代初頭

### 全国的な奈良・平安時代の標式遺跡
- 陶邑窯跡群
- 平城京
- 平安京

### 地域的な奈良・平安時代の標式遺跡
- 南比企窯跡群
- 南多摩窯跡群
- 猿投窯跡群
- 湖西窯跡群
- 牛頸窯跡群

### 美濃の古代・中世・近世の窯業遺跡
瀬戸・美濃地方は、猿投窯跡群で知られる古代から続く一大窯業地帯であり、古代については1961年に楢崎彰一の発表した編年以来、近世については、井上喜久男が1976年に発表した編年以来、標式となる良好な窯の一括遺物からいわゆる窯式編年が採用されてきた。そのため須恵器、灰釉陶器及び緑釉陶器などの瓷器、山茶碗については、窯式編年の標式となる窯跡が標式遺跡となっている。なお近世以降の連房式登窯の編年については、1990年の楢崎彰一の編年以降は、標式遺跡となる窯跡を時期区分にあてはめる傾向になり窯式編年の要素は弱まっている。

#### 7世紀の須恵器窯跡
- 東山50号窯跡（名古屋市名東区亀ノ井二丁目、H-50窯式）
- 岩崎17号窯跡（愛知県愛知郡日進町（現・日進市）、I-17窯式）
- 岩崎41号窯跡（愛知県愛知郡日進町（現・日進市）、I-41窯式）

#### 8世紀の須恵器,瓷器窯跡
- 高蔵寺2号窯跡（愛知県春日井市木附町、C-2窯式）
- 岩崎25号窯跡（愛知県愛知郡日進町（現・日進市）、I-25窯式）
- 鳴海32号窯跡（愛知県愛知郡東郷町、N-32窯式）
- 折戸10号窯跡（愛知県愛知郡日進町（現・日進市）、O-10窯式）

#### 9世紀の須恵器,瓷器窯跡
- 折戸10号窯跡、井ヶ谷78号窯跡（愛知県刈谷市、IG-78窯式）
- 黒笹14号窯跡（愛知県愛知郡東郷町、K-14窯式）
- 黒笹90号窯跡（愛知県みよし市、K-90窯式）

#### 10世紀の須恵器,瓷器窯跡
- 折戸53号窯跡（愛知県みよし市、O-53窯式）
- 東山72号窯跡（名古屋市千種区園山町、H-72窯式）

#### 11世紀の須恵器,瓷器窯跡
- 百代寺窯跡（瀬戸市大字山口、百代寺窯式）

#### 近世美濃窯における編年
近世瀬戸美濃窯の編年においては、井上喜久男が1976年に発表した編年は、17世紀を、元屋敷窯、窯ヶ根窯、清安寺窯によって区分する窯式編年であった。その後、1984年の田口昭三が標式窯を新旧関係ごとに五期にならべる編年を提示した。最近では、1989年に藤澤良祐による瀬戸窯の研究で前期をI期、同様に中期をII期、後期をIII期としてさらに全体を11小期に細分する編年が提示され、おおきく1668年までを前期、1772年ないし75年までを中期、1868年までを後期と把らえるようになった。美濃窯においては、楢崎彰一が1990年に発表した編年において前期をI期とII期に細分、後期をIV期とV期に細分してそれぞれの標式窯をあてはめる編年、さらに1994年に田口昭三が連房Iから連房Vに区分し、それぞれの標式窯をあてはめる編年となっている。

##### 田口昭三（1984年）
- I期（1600年～1630年頃）

元屋敷窯
- II期（1630年～1680年頃）

窯ヶ根窯、清安寺窯
- III期（1680年～1750年頃）

乙塚東窯、平野西窯
- IV期（1750年～1800年頃）

門田窯、四ッ屋窯
- V期（1800年～1868年頃）

水神窯、白粉窯

##### 楢崎彰一（1990年）
- 前期（1605年～1668年頃）

- I期

元屋敷窯
窯ヶ根窯
- II期

清安寺窯（清安寺窯式、～1650年頃まで）
田ノ尻窯
- 中期（1668年～1772 or 75年頃）

- III期

乙塚東窯
可児郷窯（可児郷窯式、～1725年頃まで）
下原窯（下原窯式、～1750年頃まで）
上手向窯、日向窯
- 後期（1772 or '75年～1868年）

- IV期

平野東窯
水神窯I
水神窯II
- V期

白粉窯

## 世界の著名な標式遺跡の例

### インダス文明
- コト・ディジ→先ハラッパー文化の標式遺跡のひとつ。
- ハラッパー

### 中国
- 周口店→北京原人から周口店上洞人にいたるまでの中国の化石人類に関する事実上の標式遺跡
- 城子崖→龍山文化の標式遺跡
- 二里頭遺跡→二里頭文化の標式遺跡
- 殷墟→商（殷）王朝後半の首都で、標式遺跡

### ヨーロッパ
- ネアンデルタール洞窟（ドイツ、デュッセルドルフ近郊）→ネアンデルタール人
- クロマニョン岩陰（フランス、レセジー付近）→クロマニョン人
- ラ＝マドレーヌ遺跡（フランス、ドルドーニュ県）→ラスコー洞窟の壁画を生み出したマドレーヌ文化の標式遺跡
- ラ＝ムスティエ遺跡（フランス、ドルドーニュ県）→ムスティリアン型打製石器で有名なムスティリアン文化の標式遺跡
- サン＝アシュール遺跡（フランス、アミアン付近、ソンム川段丘上）→アシュレアン型打製石器で有名なアシュール文化の標式遺跡

### 北米
- ブラックウォーター・ドロウ（アメリカ合衆国、ニューメキシコ州東部、ヤーノ・エスカタード地方、クローヴィス近郊）

→クローヴィス文化、クローヴィス型尖頭器命名の起源となる。)
- フォルサム（アメリカ合衆国、ニューメキシコ州東部）

→クローヴィス文化を受け継ぐフォルサム文化、フォルサム型尖頭器命名の起源となる。)
- アデナ＝マウンド遺跡（アメリカ合衆国、オハイオ州）→アデナ文化の標式遺跡

### メソアメリカ
- モンテ・アルバン（メキシコ、オアハカ州）→サポテカ文化の「首都」で標式遺跡
- イサパ（メキシコ、チアパス州）→イサパ文化、イサパ様式の標式遺跡

- テオティワカンについては、街区名や地域名が用いられる。e.g.ミッカオトリ(=死者の大通り)期

マヤ文明
- 北部低地→ジビルチャルトゥン
- 中部低地→ティカルの北方のワシャクトゥン

先古典期中期から古典期後期までの時期区分名が用いられる。他の遺跡にも独自の時期区分がありつつも比較検討のためにワシャクトゥンの時期区分（phaseと呼ばれるので「相」、又ceramic complexが多用されるので「土器複合」）名が使用される。
e.g.先古典期中期後半（マモム期）、先古典期後期（チカネル期）、古典期前期（ツァコル期）、古典期後期（テペウ期）
- 南部高地→カミナルフュー

### アンデス
- クピスニケ→クピスニケ文化
- チャビン・デ・ワンタル→チャビン文化
- ティワナク→ティワナク文化
- ワリ→ワリ文化